# Brymela cuspidata
Brymela cuspidata là một loài Rêu trong họ Hookeriaceae. Loài này được (A. Jaeger) W.R. Buck mô tả khoa học đầu tiên năm 1989.